# Aníta Briem
Aníta Briem est une actrice islandaise, née le 29 mai 1982.

## Biographie
Aníta Briem naît le 29 mai 1982 en Islande. Ses parents sont Ema Porarinsdottir, chanteuse, et Gunnlaugur Briem, batteur du groupe Mezzoforte. Elle commence à jouer à neuf ans au Théâtre national d'Islande (en). La famille déménage à Londres lorsque la jeune fille a 16 ans. En 2004, elle est diplômée de la Royal Academy of Dramatic Art.
En 2005, elle apparaît dans la série Doctor Who et, en 2008, Les Tudors, dans laquelle elle incarne Jeanne Seymour, troisième épouse du roi Henry VIII. Sa prestation dans Les Tudors est remarquée, ce qui lui permet d'auditionner pour le film Voyage au centre de la Terre (2008). Elle y obtient un des rôles principaux, aux côtés de Brendan Fraser.

## Filmographie partielle

### Longs métrages
- 2005 : La Nonne (La Monja) de Luis de la Madrid : Eva
- 2008 : Voyage au centre de la Terre (Journey to the Center of the Earth) d'Eric Brevig : Hannah Ásgeirsson
- 2010 : Dylan Dog (Dylan Dog: Dead on Night) de Kevin Munroe : Elizabeth
- 2011 : Elevator de Stig Svendsen : Céline Fouquet
- 2016 : Salt and Fire de Werner Herzog : une hôtesse de l'air
- 2022 : Les Belles Créatures (Berdreymi) de Guðmundur Arnar Guðmundsson : Guðrún

### Séries télévisées
- 2004 : Doctors : Anneka Marsh (saison 6, épisode 122 : Golden Girl)
- 2005 : Doctor Who : Sally Jacobs (saison 2, épisode L'invasion de Noël)
- 2006 : The Evidence : Les Preuves du crime (The Evidence) : Emily Stevens (7 épisodes)
- 2008 : Les Tudors (The Tudors) : Jeanne Seymour (5 épisodes)